# 1856
1856 (MDCCCLVI) fue un año bisiesto comenzado en martes según el calendario gregoriano.

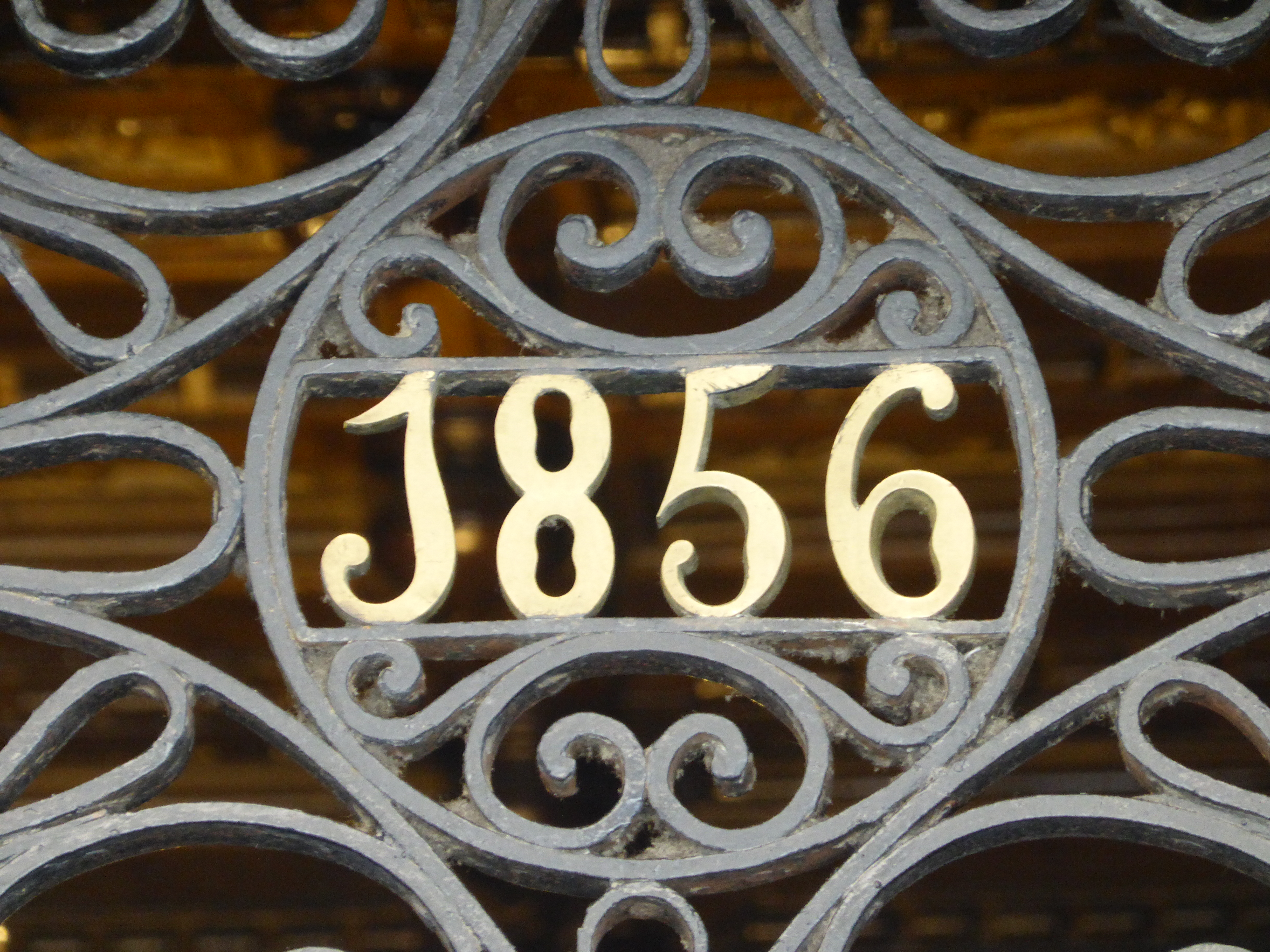
Año 1856, de construcción de una casa de Madrid. Calle Espoz y Mina, 2, esquina con la Puerta del Sol.

## Acontecimientos

### Enero
- 8 de enero: el científico estadounidense John Veatch descubre el bórax.
- 30 de enero: en Chile ocurre el naufragio del vapor Cazador, siendo este el mayor naufragio ocurrido en Latinoamérica

### Febrero
- 15 de febrero: se decreta en España el franqueo obligatorio de la correspondencia.
- 25 de febrero: se celebra el Congreso de París para tratar de poner fin a la guerra de Crimea.

### Marzo
- 20 de marzo: tiene lugar la batalla de Santa Rosa, en la que los costarricenses expulsaron del territorio nacional a un ejército de filibusteros, mandados por William Walker, en tan solo dieciocho minutos.
- 30 de marzo: se firma en París el tratado que pone fin a la Guerra de Crimea.

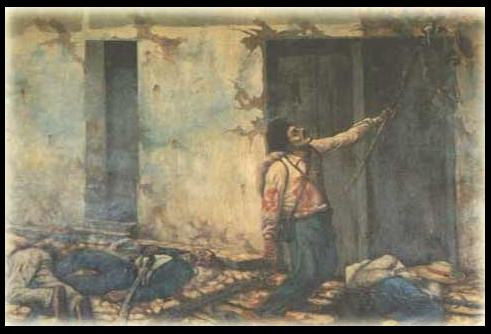
La Quema del mesón (1896) cuadro del pintor costarricense Enrique Echandi.

### Abril
- 11 de abril: en Rivas (Nicaragua) se libra la Segunda Batalla de Rivas. El ejército legitimista de Nicaragua apoyado por el ejército de Costa Rica vencen a los filibusteros estadounidenses dirigidos por William Walker, en la cual muere Juan Santamaría, héroe nacional de Costa Rica, tras quemar la casa en la que se refugiaron los filibusteros conocida como el mesón.
- 15 de abril: en Panamá ocurre el incidente de la tajada de sandía que da lugar a la primera intervención estadounidense.

### Mayo
- 17 de mayo: La reina Isabel II crea la Orden de la Beneficencia, en forma de condecoración civil, para premiar a los individuos que, entre 1854 y 1855, cuidaron a los enfermos afectados por el cólera-morbo asiático.

### Julio
- 17 de julio: Por decreto del presidente Ignacio Comonfort se le concede el título de Ciudad del Carmen a la entonces Villa del Carmen

### Agosto
- En Alemania se descubre el fósil Neanderthal 1, el primer neanderthal.
- 21 de agosto - 22 de agosto. El norte de Argelia es sacudido por dos terremotos, provocando un tsunami que deja 3 personas fallecidas.
- 25 de agosto: Se inaugura en Montevideo el Teatro Solís.

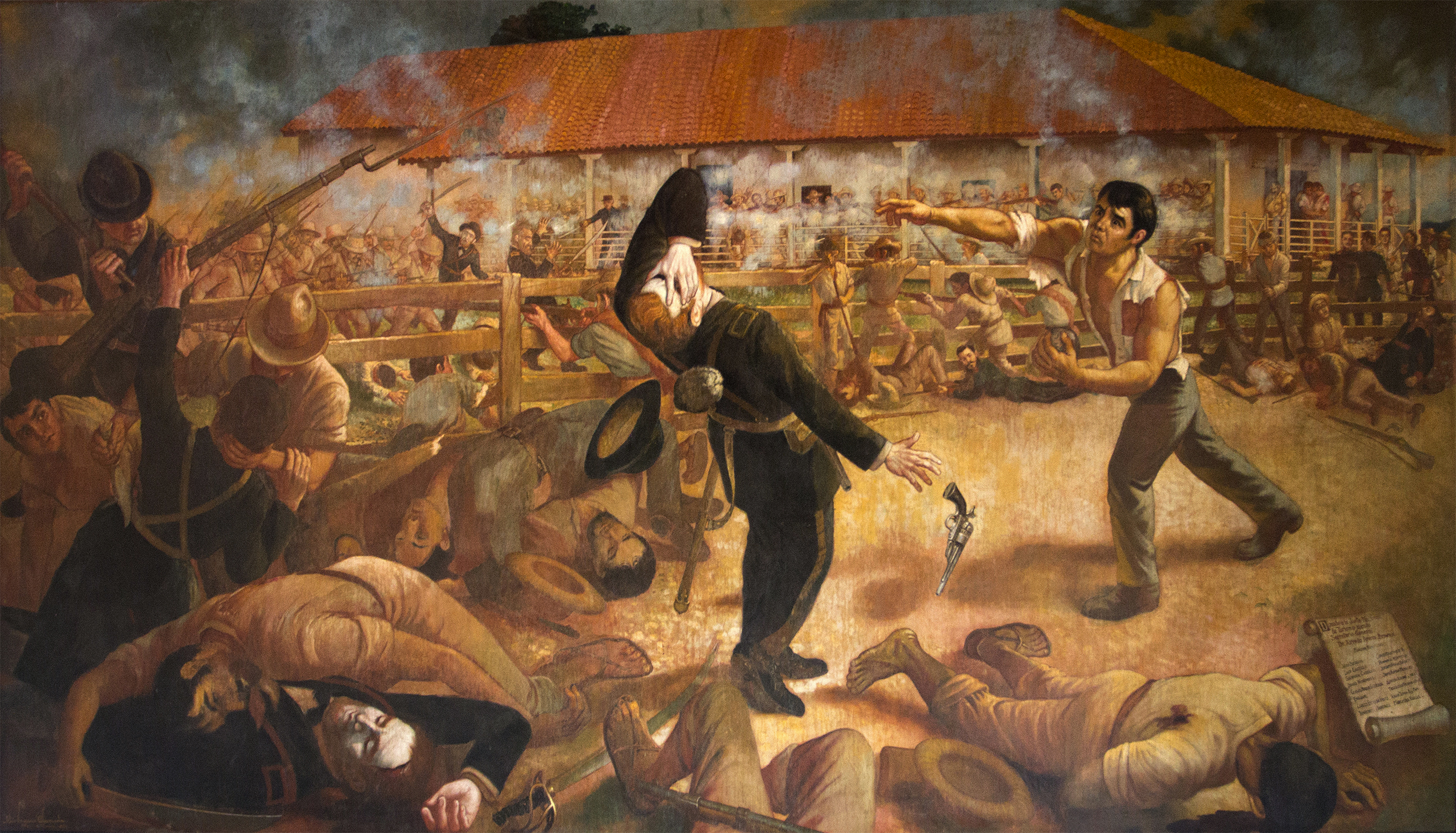
La pedrada de Andrés Castro, cuadro del pintor chileno Luis Vergara Ahumada, en 1964, acerca de la batalla de San Jacinto (14 de septiembre de 1856).

### Septiembre
- 14 de septiembre (domingo): en la hacienda San Jacinto ―45 km al noreste de la villa de Managua (Nicaragua) 160 efectivos del Ejército del Septentrión al mando del coronel José Dolores Estrada Vado vencen a 300 filibusteros estadounidenses en la Batalla de San Jacinto. Sucede la «pedrada de Andrés Castro».

### Octubre
- 12 de octubre: Un catastrófico terremoto de 8,3 sacude la isla griega de Creta, causando gran destrucción y dejando más de 500 muertos.
- 25 de octubre: tropas iraníes toman la ciudad de Herat.

### Noviembre
- 1 de noviembre: el gobernador general del imperio británico en la India declara la guerra a Irán.
- 4 de noviembre: Elecciones presidenciales de Estados Unidos de 1856. El presidente demócrata Franklin Pierce decide no optar a la reelección y designa candidato por los demócratas a James Buchanan que gana ampliamente a los republicanos de John C. Frémont por 182 votos electorales a 114.

### Diciembre
- 9 de diciembre: Se funda la ciudad de Tlaxcala, cuna de la nación mexicana.
- 18 de diciembre: a 20 km al noroeste de la ciudad de Buenos Aires (Argentina) se funda la villa de San Martín.

### Fechas desconocidas
- En este año en la República Dominicana vuelve a ser presidente Buenaventura Báez.
- Oleada de motines de subsistencias en Castilla la Vieja.
- Primer Nomenclátor de los pueblos de España como resultado de los trabajos de la Comisión Estadística del Reino, creada por Decreto de 3 de noviembre de 1856.
- Llegan a Montevideo, Uruguay el primer grupo de familias valdenses, provenientes de Piamonte, Italia, lo que dará origen a una significativa presencia de este grupo protestante en Uruguay y Argentina.

## Nacimientos

### Enero
- 10 de enero: John Singer Sargent, pintor italiano (f. 1925).

### Febrero
- 25 de febrero: Karl Lamprecht, historiador Alemán (f. 1915).

### Marzo
- 20 de marzo: Frederick Taylor, ingeniero y economista estadounidense.

### Abril
- 1 de abril: Acacio Gabriel Viegas, médico indio (f. 1933).
- 5 de abril: Booker T. Washington, educador estadounidense (f. 1915).
- 24 de abril: Philippe Pétain, militar y político francés (f. 1951).

### Mayo
- 2 de mayo: Matthew Talbot, laico católico irlandés (f. 1925).

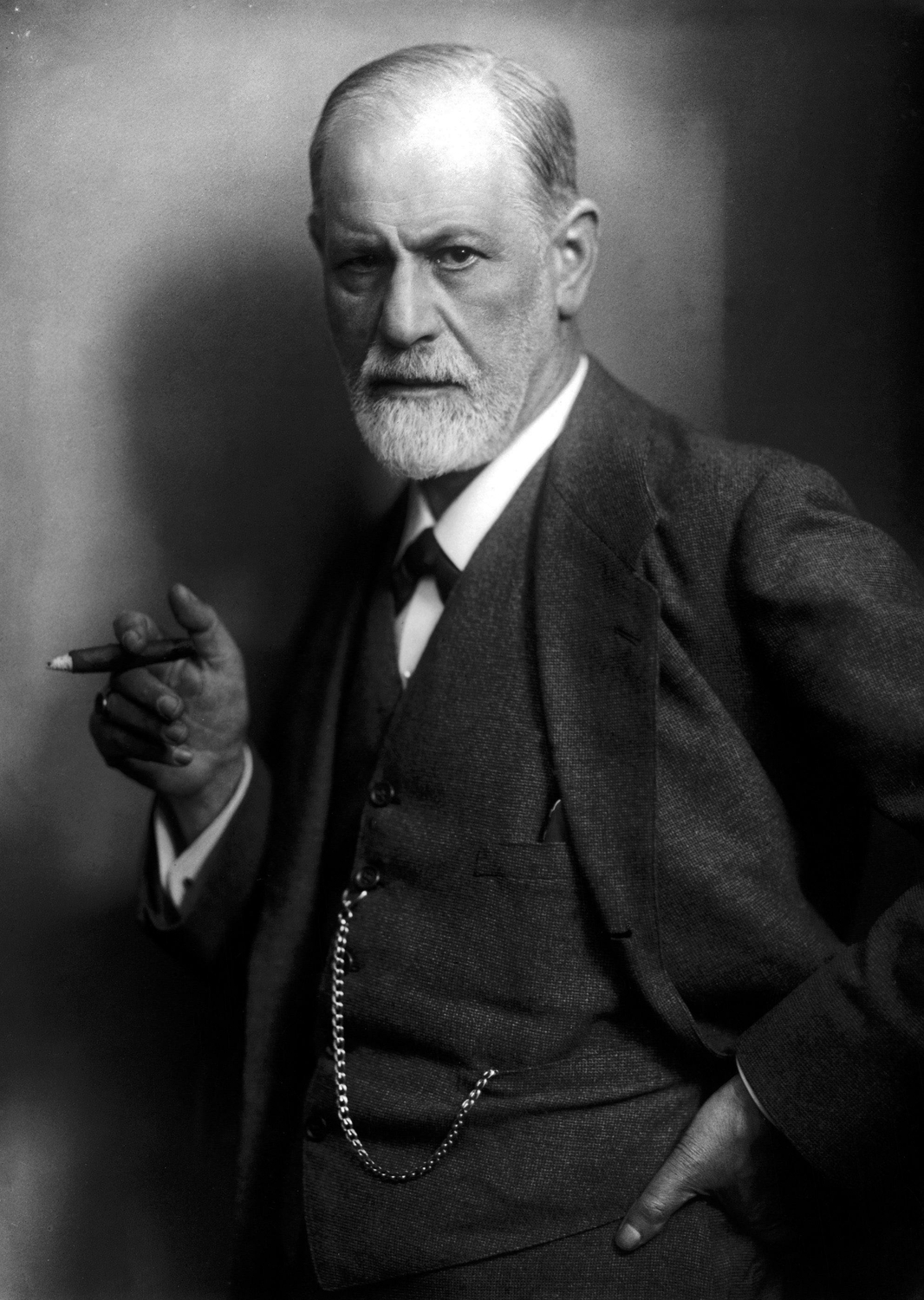
Sigmund Freud.

- 6 de mayo: Sigmund Freud, médico neurólogo austríaco. (f. 1939).
- 21 de mayo: José Batlle y Ordóñez, periodista, político y estadista uruguayo (f. 1929).

### Junio
- 14 de junio: Andréi Márkov, matemático ruso (f. 1922).

### Julio
- 10 de julio: Nikola Tesla, físico, matemático, ingeniero eléctrico e inventor estadounidense de origen austríaco (f. 1943).
- 26 de julio: George Bernard Shaw, dramaturgo y periodista irlandés, premio nobel de literatura en 1925 (f. 1950).

### Agosto
- 20 de agosto: Jakub Bart-Ćišinski, poeta, en lengua sórabo, alemán (f. 1909).

### Septiembre
- 3 de septiembre: Louis Sullivan, arquitecto estadounidense (f. 1924).
- 13 de septiembre: Ramón Lista, explorador y genocida argentino (f. 1897).

### Octubre
- 4 de octubre: Manuel Reina, político, periodista y poeta español.
- 26 de octubre: José Ortega Munilla, escritor y periodista español (f. 1922).
- 28 de octubre: Cecilia Arizti, pianista, educadora musical y compositora cubana (f. 1930).
- 31 de octubre: Carlos Antonio Mendoza, político panameño (f. 1916).

### Noviembre
- 3 de noviembre: Marcelino Menéndez Pelayo, polígrafo español (f. 1912).

### Diciembre
- 18 de diciembre: Joseph John Thomson, físico británico, premio nobel de física en 1906 (f. 1940).
- 22 de diciembre: Frank Billings Kellogg, político estadounidense, premio nobel de la paz en 1929 (f. 1937).
- 28 de diciembre: Woodrow Wilson, político estadounidense, 28° presidente y Premio Nobel de la Paz en 1919 (f. 1924).

### Fechas desconocidas
- Pietro Gabrini, pintor italiano (f. 1926).

## Fallecimientos

### Junio
- 8 de junio: José Félix Valdivieso, político, jurista y diplomático ecuatoriano (n. 1784).
- 26 de junio: Max Stirner, filósofo alemán (n. 1806).
- 28 o 29 de junio: Matías Pérez, aeronauta lusocubano (n. 1800).

### Julio
- 9 de julio: Amedeo Avogadro, científico italiano (n. 1776).
- 29 de julio: Robert Schumann, compositor clásico alemán (n. 1810).

### Agosto
- 30 de agosto: Gilbert Abbott à Beckett, escritor y periodista británico.

### Septiembre
- 1 de septiembre: William Yarrell, naturalista británico (n. 1784).

### Octubre
- 8 de octubre: Théodore Chassériau, pintor dominicano de origen francés (n. 1819).
- 10 de octubre: Vicente López y Planes, político argentino, presidente en 1827 (n. 1785).
- 10 de octubre: Mijaíl Jurjew Wielhorsky, aristócrata, músico y mecena ruso (n. 1788).

### Noviembre
- 15 de noviembre: Madhusudan Gupta, médico bengalí, el primer indio que realizó una autopsia (n. 1800).
- 20 de noviembre: Farkas Bolyai, matemático húngaro (n. 1775).
- 23 de noviembre: Manuela Sáenz, patriota ecuatoriana, Independentista americana. (n. 1797)